# Novi Hebridi
Novi Hebridi (eng. New Hebrides, fra. Nouvelles-Hebrides) je nekadašnje ime otočja u Južnom Pacifiku, danas poznatog kao Vanuatu. 
Kapetan James Cook dao je ime otocima, iako su prije njega do otoka stigli portugalski i francuski istraživači. Ovim teritorijem zajednički su vladale Velika Britanija i Francuska od 1906. do 1980. u formi kondominijuma. Stjecanjem nezavisnosti 1980., nova država je promijenila kolonijalno ime i od tada se zove Vanuatu.
James Cook posjetio je otoke 1774. godine i kartirao ih. Francuzi su posjetili otoke u 18. stoljeću. Britanski i francuski vlasnici plantaža imali su krajem 19. stoljeća velike dijelove zemlje u svome posjedu. Obje su se kolonijalne sile dogovorile 1906. godine, da zajednički kontroliraju koloniju. Lokalni stanovnici imali su mogućnost biranja kome će se prikloniti u slučaju parnice, da li će im suditi po britanskom ili francuskom zakonu. 
Ova situacija bit će do 1980. godine, kada je Vanuatu stekao nezavisnost nakon Kokosovog rata. Kolonijalno doba još uvijek ima posljedice na Vanuatu. Govori se i francuski i engleski jezik i postoje dva obrazovna sustava.